# Monumento ai caduti di Cisternino
Il Monumento ai caduti della prima guerra mondiale, è collocato all'ingresso della Villa Comunale di Cisternino in Piazza Garibaldi; è stato voluto dall'amministrazione comunale per rendere onore al sacrificio della città e dell'intera provincia nell'ultima fase della Grande Guerra.
Per la realizzazione furono contatti diversi scultori, tra i quali Saverio Dioguardi e Vitantonio De Bellis, entrambi di origini rutiglianese, ma la scelta definitiva ricadde sullo scultore Vitantonio De Bellis. La creazione dell'opera fu anche l'occasione per sistemare la piazza, e la villa comunale.
Tra il 19 ottobre del 1923 ed il 16 febbraio del 1924, l'Amministrazione si mobilitava per la realizzazione di due opere: una recinzione in ghisa e marmo a cingere l'opera ed una fontana per abbellire il giardino circostante. L'installazione della fontana venne richiesta all'Acquedotto Pugliese a titolo di offerta in virtù del valore patriottico dell'opera.

## Storia
Dopo la vittoria del 4 novembre 1918 anche i cittadini cisterninesi si organizzarono per onorare i propri cari caduti in guerra. Molte furono le manifestazioni organizzate da una commissione comunale ''Pro-Monumento ai Caduti'' e dall'associazioni dei reduci di guerra, al fine di celebrare la memoria di coloro che avevano combattuto sacrificando la loro vita per la patria. Grazie ai contributi delle famiglie dei caduti e di emigranti d'oltreoceano di Mendoza, Utica e Buenos Aires dal 1920 al 1922. L'amministrazione comunale di Cisterninio, per onorare la memoria di coloro che avevano combattuto in guerra, stabilì che era importante commissionare al più presto una lapide, con i nomi dei cisterninesi caduti in guerra.

### Inaugurazione del monumento
Fu inaugurato nel 1924 alla presenza l'Arcivescovo della Diocesi di Monopoli Agostino Migliore, il Deputato del Partito Nazionale Fascista Araldo di Crollalanza e il Prefetto della Provincia di Bari Raffaele De Vita. Per la cerimonia inaugurale giunsero i telegrammi del Re Vittorio Emanuele III, il generale Arturo Cittadini, del generale Armando Diaz, del deputato Nicola De Grecis; le figure di spicco invitate il presidente del senato Luigi Federzoni, il Commissario di Lecce Nicolò Mucciaccia e il deputato Carlo Schirone. Tra le personalità che sarebbero dovute intervenire nei discorsi inaugurali vi era anche il salesiano prof. Giorgio Galeone che non accettò per non mancare di riguardo a sua Eccellenza l'Arcivescovo.

### Restauro
Successivamente il monumento ha subito, nel tempo, un ulteriore deterioramento dovuto al cambiamento della situazione urbana, all'esposizione dell'opera agli agenti atmosferici, ai danni causati dai colombi e agli atti di vandalismo.
Nel 1918, in occasione del centenario della fine della Prima Guerra Mondiale alunni e docenti del Liceo Polivalente di Cisternino hanno realizzato un documentario e un libro sulla storia di questa importante opera.

## Descrizione
Il monumento è composto da una struttura in pietra con statua in bronzo e sette lapidi commemorative. Le dimensioni sono: alla base 3,97 x 3,97 metri. L'altezza totale, compresa la statua è di 6,60 metri. La struttura in pietra è tronco piramidale ed è formata da pietre grezze irregolari con sette lapidi incastonate nei quattro lati riportanti i vari caduti e dispersi delle due guerre. La statua del soldato in bronzo, ha in mano un fucile e con i suoi piedi schiaccia l'aquila a due teste simbolo dell'Austria. Sottostante l'aquila una sfera, simboleggiante il mondo, collega il resto della struttura. Il Fante alto 1,95 metri, anch'esso in bronzo, brandisce un fucile in gesto trionfante. La presenza del fucile "che sovrasta il capo del Fante", espressamente voluta dalla Commissione pro-monumento, è una delle modifiche che dovette apportare il De Bellis rispetto al bozzetto originario, nel quale il fante stringeva una bandiera.
Alla base del monumento ai caduti di Cisternino del 1924 sono collocate 4 lapidi sulle quali sono incisi i nomi di n. 199 "figli del popolo di Cisternino morti nella guerra 1915-1918". L'essere deceduto in azione di combattimento anziché per malattia, in prigionia, o l'essere disperso, è definito nei 3 elenchi differenti di "morti sul campo", "morti a causa della guerra" e "dispersi". 84 (1 sergente maggiore, 6 caporali maggiori e 77 soldati) sono dichiarati morti sul campo e riportati su due lapidi, quella frontale e quella in direzione ovest; 67 (3 sergenti, 3 caporali maggiori, 2 caporali e 59 soldati) sono dichiarati morti a causa della guerra e riportati su due lapidi, quella in direzione est e sotto quella posteriore in direzione sud; 48 (1 sergente e 47 soldati) sono dichiarati dispersi e riportati sulla lapide posteriore in direzione sud.

## Fonti storiografiche
- D. DI GIOIA – G. LASORELLA, Il Monumento ai Caduti della Prima guerra mondiale di Rutigliano, Bari, 2009.
- M.SCIONTI, La Puglia e la Prima Guerra Mondiale, Ed. M. Adda, Bari 2015
- Filomena Vignola e Franco Paulucci, Cisternino - Il Monumento ai Caduti" - Liceo Polivalente "Don Q. Punzi", ISBN 9788867174058